# Monoctenia falernaria
Monoctenia falernaria là một loài bướm đêm trong họ Geometridae.